# Sebastian Croft
Sebastian Theodore Kemble Croft mais conhecido como Sebastian Croft (Oxônia, 16 de dezembro de 2001) é um ator inglês. Ele começou sua carreira como ator infantil no palco antes de fazer sua estreia na televisão como o jovem Ned Stark em Game of Thrones (2016) . Ele recebeu uma indicação ao BAFTA Children's Award por seu papel como Atti em Horrible Histories: The Movie (2019) . Os trabalhos de dublagem de Croft inclui o filme Where Is Anne Frank (2021), "Ice", uma parcela da antologia Netflix Love, Death & Robots (2021) e um personagem no jogo Hogwarts Legacy. Em 2022 e 2023, ele estrelou como Ben Hope na série Heartstopper da Netflix .

## Infância
Croft nasceu em 16 de dezembro de 2001 . Croft foi nomeado em homenagem a Sebastian Flyte, um dos personagens principais de Brideshead Revisited. Ele começou a ter aulas de atuação na filial da Stagecoach em Abingdon-on-Thames quando tinha sete anos .

## Carreira

### Teatro
Croft fez sua primeira aparição no West End em 2010 na produção de Sam Mendes, Oliver! . Em 2011 ele foi escalado como Gavroche em Les Misérables. Mais tarde, Croft foi escolhido a dedo pelo produtor Cameron Mackintosh para retornar a Oliver! desta vez desempenhando o papel-título na companhia de turismo do Reino Unido por dezoito meses. Em 2013, Croft interpretou Tommy na produção de Matilda da Royal Shakespeare Company . Sua última apresentação musical quando jovem foi no papel-título da produção de estreia mundial de O Diário Secreto de Adrian Mole. Suas peças de teatro musical proeminentes incluem: I Can't Sing, The Secret Diary of Adrian Mole, Bumblescratch,  Danny Hero e The Braille Legacy . Em junho de 2016, Croft apareceu na apresentação Bumblescratch em West End durante a Trafalgar Square .
Em 2014, as dublagens de Croft foram apresentados na produção de Coriolanus do National Theatre Live com Tom Hiddleston. Croft realizou um workshop da peça Emil and The Detectives no National Theatre. Em 2016, Croft foi escalado para o papel do Príncipe Arthur na produção de Sir Trevor Nunn, King John no Rose Theatre , pela qual Croft recebeu muitos elogios da imprensa nacional . 
Em 2023, em sua primeira aparição no palco em oito anos, Croft apareceu na peça 4000 Miles de Amy Herzog no Minerva Theatre .

### Cinema e televisão
Em 2016, Croft apareceu na série Houdini and Doyle da ITV e Fox e na série Penny Dreadful da Sky Atlantic e Showtime. Croft ganhou destaque interpretando o papel do jovem Eddard Stark (retratado por Sean Bean quando adulto e Robert Aramayo como jovem adulto) na sexta temporada da série Game of Thrones da HBO. 
Croft fez sua estreia no cinema em 2017 como o jovem David Logan em The Hippopotamus. Ele apareceu nos filmes de 2019, Love, Death & Robots e Horrible Histories: The Movie – Rotten Romans como Robert Pulaski e Atti respectivamente, o último dos quais lhe rendeu uma indicação ao BAFTA Children's Award na categoria Young Performer. 
Croft dublou Peter van Daan no filme de animação de fantasia Where Is Anne Frank, que estreou no Festival de Cinema de Cannes de 2021 . Ele emprestou sua voz ao Volume II da antologia animada da Netflix Love, Death & Robots .
Em abril de 2021, foi anunciado que Croft interpretaria Ben Hope na série de 2022, Heartstopper da Netflix. Mais tarde naquele ano, ele fez parte do elenco do filme de terror e fantasia Dampyr, lançado na Itália em 28 de outubro de 2022 . Croft tem um próximo papel na comédia romântica para jovens adultos How to Date Billy Walsh para o Amazon Prime . 
Em agosto de 2023, foi confirmado que Croft não retornaria para a terceira temporada de Heartstopper como Ben Hope, visto que o enredo de seu personagem foi finalizado no sétimo episódio da segunda temporada . Em novembro do mesmo ano foi anunciado que Croft estrelaria o filme Svalta com Nick Frost e Aisling Bea . E no mesmo mês, Croft se juntou ao elenco da próxima série de drama policial da BBC, Dope Girls . 

## Vida pessoal
Croft tem dislexia. No mês de junho, o mês do orgulho LGBT em 2022, Croft twittou que "criou uma camiseta com dois dinossauros gays se beijando, lembrando a todos que o Queer sempre esteve aqui". Todo o dinheiro dessas vendas irão para Choose Love e Rainbow Railroad – duas instituições de caridade que ajudam refugiados LGBT – de acordo com Croft..

## Filmografia

### Cinema
| Ano  | Título                                        | Papel                | Nota                                     | Ref. |
| ---- | --------------------------------------------- | -------------------- | ---------------------------------------- | ---- |
| 2017 | The Hippopotamus                              | David Logan          |                                          |      |
| 2019 | Horrible Histories: The Movie – Rotten Romans | Atti                 |                                          |      |
| 2019 | I'll Find You                                 | Jovem Robert Pulaski | Também titulado como Music, War and Love |      |
| 2021 | Where Is Anne Frank                           | Peter van Daan       | Voz                                      |      |
| 2021 | School's Out Forever                          | Pugh                 |                                          |      |
| TBA  | Wonderwell                                    | Daniele              | Pós produção                             |      |
| TBA  | Dampyr Films                                  | Yuri                 | Pós-produção                             |      |

### Televisão
| Ano  | Título               | Papel              | Nota                           | Ref. |
| ---- | -------------------- | ------------------ | ------------------------------ | ---- |
| 2016 | Houdini & Doyle      | Newsie             | Episódio: "Spring-Heel'd Jack" |      |
| 2016 | Game of Thrones      | Jovem Eddard Stark | 2 episódios                    |      |
| 2016 | Penny Dreadful       | garoto familiar    | 4 episódios                    |      |
| 2021 | Love, Death & Robots | Fletcher           | Episódio: "Ice"                |      |
| 2021 | Doom Patrol          | Charles Rowland    | Episódio: "Dead Patrol"        |      |
| 2022 | Heartstopper         | Ben Hope           |                                |      |

Vídeo musical
| Ano  | Cantor                       | Música                    | Nota | Ref.   |
| ---- | ---------------------------- | ------------------------- | ---- | ------ |
| 2014 | Michael Bublé e Idina Menzel | "Baby, It's Cold Outside" |      | [ 27 ] |